# Franchesca Ramsey
Franchesca Leigh Ramsey (nacida el 29 de noviembre de 1983), también conocida como Chescaleigh, es una comediante, activista, conocida personalidad de televisión y YouTube, y actriz estadounidense, que ha aparecido en MTV y MSNBC. Obtuvo fama en los medios rápidamente después de que un comentario que hizo en YouTube sobre temas raciales se volviera viral. Ha construido una carrera como escritora, productora e intérprete basada en su activismo involuntario, asumiendo un papel como asesora o entrenadora en temas sociales.  
Ramsey nació el 29 de noviembre de 1983. Es hija única y creció en West Palm Beach. Muy pronto se familiarizó con los ordenadores, y en los años 90, mientras estudiaba en el instituto, contaba ya con una página web. Asistió a una escuela secundaria de artes escénicas y estudió diseño gráfico en la universidad después de intentar se actriz, pero encontró la actuación emocionalmente dolorosa e incluso "abusiva". En 2009 se trasladó a Nueva York con su futuro marido cuando éste consiguió una beca para estudiar Derecho en la Universidad de San Juan.

## Carrera profesional

### Youtube
Ramsey trabajaba en diseño gráfico en Ann Taylor cuando su vídeo de YouTube de 2012 "Shit White Girls Say... to Black Girls" se volvió viral y dio lugar a entrevistas en la BBC, Anderson Cooper y NPR. El canal de YouTube de Ramsey contiene sketch cómicos de actualidad y conciencia social y parodias de canciones, entre otros vídeos. Su canal de chescalocs trata sobre el cabello natural. En 2008, Ramsey ganó el concurso People /YouTube Red Carpet Reporter, lo que aumentó considerablemente la popularidad de su canal. En 2015, se convirtió en la presentadora de la serie web Decoded de MTV News, donde habla sobre el racismo y los problemas culturales. Varios de sus vídeos han aparecido en MTV, The Huffington Post, CollegeHumor, Jezebel y Glamour. En 2017, el programa ganó un Premio Webby en la categoría de Servicio Público y Activismo.

#### Acoso en línea
Ramsey ha sido blanco de acoso, troleo y doxing en línea. Según la escritora Ijeoma Oluo, Ramsey forma parte de un grupo de mujeres afroamericanas que "enfrentan campañas regulares y coordinadas de abuso destinadas a obligarlas a desconectarse de Internet".
Después de ganar el concurso People /YouTube Red Carpet Reporter en 2008, se convirtió en objeto de acoso racista. Un acosador comenzó a proferir insultos racistas en un hilo de comentarios. Después empezó a enviarle correos de acoso a la dirección de correo electrónico de su trabajo y a realizar ataques de malware en el servidor de correo electrónico de su empleador. Subiendo en la escala de acecho, su acosador comenzó a publicar detalles personales de Ramsey con la intención de que supiera que la seguía y vigilaba físicamente. 
Ramsey fue seleccionada para participar en una encuesta de creadores de YouTube sobre cambios que podían hacerse para evitar el acoso. Propuso la capacidad de bloquear usuarios por dirección IP y limitar los comentarios a los suscriptores del canal, pero YouTube no respondió y el acoso continuó.
En un panel de SXSW de 2013, habló de las minorías que son objeto de acoso y dijo que ella trata de ignorar a los trolls, o ponerlos en ridículo, para reírse de ellos. Su larga experiencia en Internet le ha ayudado a ignorar el hostigamiento en la red. No ha dudado en hablar de los problemas, pero ha aprendido a evitar mencionar a los YouTubers por su nombre, hablando en "general", sabiendo que enojar a una base de fans le traerá "100.000 mensajes de Twitter de niños" atacándola con insultos racistas, molestando a su marido o acosándola en el trabajo. Aconseja a las niñas que elijan sus batallas cuando se enfrenten al acoso o al prejuicio abierto, y habla de educar a las personas en el entorno laboral, lo que se vuelve más fácil con la práctica.
Ramsey fue una de los cinco YouTubers que recibieron una subvención de 25.000 dólares del proyecto Creators for Change de John Green, para "amplificar las voces de las personas que tradicionalmente no son escuchadas". El objetivo de Green es ayudar a quienes están en posición de hablar y crear comunidades en línea que se opongan al discurso de odio, la xenofobia y el acoso.

### Televisión
A principios de 2016, Ramsey se unió a The Nightly Show de Comedy Central con Larry Wilmore como colaboradora y escritora.  También ha aparecido en series de televisión como Totally Biased with W. Kamau Bell, Broad City, y Superstore. En abril de 2017, Comedy Central anunció que estaban desarrollando un piloto de comedia nocturna protagonizado y producido por Ramsey.

### Podcast
Ramsey presentó junto a su esposo Patrick un podcast llamado Last Name Basis, donde la pareja habló sobre sus vidas y el mundo que los rodea. El podcast comenzó en enero de 2015 y terminó a raíz de su divorcio en marzo de 2019 con un total de 112 episodios.

### Libro
En 2018  Ramsey publicó Well, That Escalated Quickly: Memoirs and Mistakes of an Accidental Activist, una colección de ensayos donde describe su papel involuntario como activista contra el racismo y el acoso en la red después de la repentina atención de los medios a su comentario de YouTube. El libro está destinado a ayudar a otros a navegar por Internet, e incluye sus propios errores. Admite caer en el "comportamiento de troll" y explica por qué tanto ella como otros a veces han usado el comportamiento destructivo en la red para lidiar con las presiones y decepciones personales fuera de ella. También ofrece estrategias para sobrevivir al abuso en línea, anima a desconectarse por un tiempo y lamenta involucrarse en lugar de ignorar a los acosadores en línea. 

## Vida personal
Ramsey se casó con Patrick Kondas en 2013  y se divorció en 2019. El Día Nacional de la Revelación, 2020 discutió públicamente por primera vez sobre ser bisexual. 

## Filmografía
| Año       | Título                 | Papel             | Notas                                           |
| --------- | ---------------------- | ----------------- | ----------------------------------------------- |
| 2011      | The One                | Restaurant Patron |                                                 |
| 2013      | Jared Posts a Personal | Eve               | Episodio: "Piloto"                              |
| 2014      | Broad City             | Darcy             | Episodio: "Destination Wedding"                 |
| 2019      | Helpsters              | Amazing Alie      | Episodio: "Amazing Alie/Robbie & Rhonda Runner" |
| 2020      | Helpsters Help You     | Amazing Alie      | Episodio: "Scavenger Hunt"                      |
| 2020-2021 | Superstore             | Nia               | Recurring                                       |

### Vídeos musicales
| Año  | Título                                                            | Artista(s)                 | Papel   | Ref. |
| ---- | ----------------------------------------------------------------- | -------------------------- | ------- | ---- |
| 2018 | "Girls Like You" (Original, Volume 2 and Vertical Video versions) | Maroon 5 featuring Cardi B | Herself |      |